# 민족사회주의 독일 학생동맹
민족사회주의 독일 학생동맹(독일어: Nationalsozialistischer Deutscher Studentenbund, NSDStB)은 1926년에 설립된 민족사회주의 독일 노동자당의 학생 조직이다. 대학교 수준의 교육과 청소년들에 대한 나치즘을 교육, 선전하는 것이 목적이었으며, 갈색 셔츠와 하켄크로이츠 엠블럼을 제복으로 하였다.
제 2차 세계대전이 끝나고 나치 독일이 패망한 후, 1945년에 민족사회주의 독일 노동자당의 해체와 함께 1945년 9월 10일 해산되었다.

## 중요 회원
- 쿠르트 발트하임

## 같이 보기
- 히틀러 청소년단
- 독일소년단